# Цмоляс
Цмоляс (пол. Cmolas) — село в Польщі, у гміні Цмоляс Кольбушовського повіту Підкарпатського воєводства.
Населення — 2956 осіб (2011).
У 1975-1998 роках село належало до Ряшівського воєводства.

## Демографія
Демографічна структура станом на 31 березня 2011 року:
|          | Загалом | Допрацездатний вік | Працездатний вік | Постпрацездатний вік |
| -------- | ------- | ------------------ | ---------------- | -------------------- |
| Чоловіки | 1496    | 372                | 981              | 143                  |
| Жінки    | 1460    | 297                | 860              | 303                  |
| Разом    | 2956    | 669                | 1841             | 446                  |